# Марьяновское
Марьяновское (укр. Мар'янівське) — посёлок, входит в Крыжопольский район Винницкой области Украины.
Население по переписи 2001 года составляло 35 человек. Почтовый индекс — 24614. Телефонный код — 4340. Занимает площадь 0,29 км². Код КОАТУУ — 521981803.

## Местный совет
24614, Вінницька обл., Крижопільський р-н, с. Дахталія, вул. Леніна, 1